# NGC 7713A
NGC 7713A في الفهرس العام الجديد، هي مجرة، تقع في كوكبة معمل النحات. اكتشفت بواسطة جون هيرشل.

## روابط خارجية
- NGC 7713A على موقع ويكي سكاي: DSS2, SDSS, GALEX, IRAS, Hydrogen α, X-Ray, Astrophoto, Sky Map, Articles and images